# Грациана
Грациана (на латински: Gratiana) е римлянка от 1 век пр.н.е. и съпруга на заговорника Катилина.
Дъщеря е на Марк Грацидий и на съпругата му, която е сестра на Гай Марий. Баща ѝ произлиза от Арпинум. Сестра е на Марк Марий Грацидиан (два пъти претор 85 и 84 пр.н.е.). Роднина е на Цицерон.
Грациана се омъжва за Луций Сергий Катилина, който убива по заповед на диктатора Луций Корнелий Сула нейния брат Марк Марий Грацидиан през ноември 82 пр.н.е. на гроба на Квинт Лутаций Катул (консул 102 пр.н.е.). Съпругът ѝ умира през 62 пр.н.е. след неуспешния му заговор (заговор на Катилина).